# 리제네론 과학경시대회

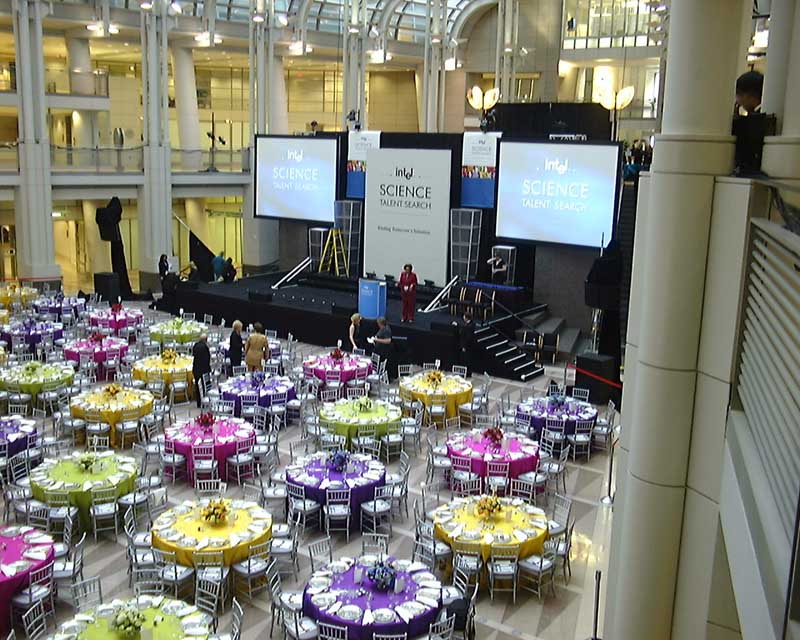
워싱턴 D.C.의 2002 인텔 과학경시대회

리제네론 과학경시대회(Regeneron Science Talent Search)는 미국 고등학교 고학년을 대상으로 하는 연구 기반 과학 대회이다. 이전 명칭의 경우 처음 57년 동안은 "Westinghouse Science Talent Search"였고 이후 1998년부터 2016년까지는 "Intel Science Talent Search(Intel STS)"였다. "미국에서 가장 오래되고 권위 있는" 과학 경시대회로 불려왔다. 1991년 우승자들을 기리는 만찬 연설에서 조지 H. W. 부시 대통령은 이 대회를 "과학의 슈퍼볼"이라고 불렀다.

## 같이 보기
- 국제과학기술경진대회